# Château de la Sayette
Le château de La Sayette est en Deux-Sèvres sur la commune de Vasles.

## Historique
Le château de la Sayette appartient à la famille de La Sayette depuis le XIIIe siècle. Il n'est en effet pas possible de prouver la relation à la famille de La Sayette à une date antérieure étant donné que la famille elle-même à une filliation directe prouvée que jusqu'environ 1380 (voir Les Seigneurs de Sidon et de Césarée). 
Investi par les Anglais, assiégé par les Huguenots, le château probablement fortifié au XIIIe siècle est vendu comme bien national puis racheté vers 1793 par la belle-fille de l'ancien propriétaire, émigré en Grande-Bretagne.
Son descendant remaniera l'édifice en faisant abattre les deux corps de communs qui fermaient la cour. Au XIXe siècle, les travaux sont confiés à l'architecte Boyer qui érige la chapelle dans un style néo-gothique (1856-1882).

## Architecture
Le corps le plus ancien du château comprend un logis du XVe siècle, encadré de deux tours.
Puits, jardin classique, cadrans solaires, grilles, abreuvoir-pédiluve, charmille et potager agrémentent l'ensemble.
Le logis, la chapelle, les communs, l'abreuvoir, les murs de clôture et le parc ont été inscrits monument historique par arrêté du 23 juillet 2004.

## Parc et jardins
Créé à la renaissance et fixé au XVIIe siècle l'ensemble est constitué de quatre clos.
Il se compose d'un jardin à la française avec des parterres classiques et un boulingrin (parterre de gazon).
Il comprend notamment :
- une charmille de plus d'un hectare
- un jardin utile avec des arbres en espaliers
- un parc planté d'arbres remarquables et d'essences rares

## Visites
Visites sur rendez-vous uniquement